# العدنانية فرجين
العدنانية فرجين قرية سورية تتبع ناحية دركوش في منطقة جسر الشغور في محافظة إدلب. بلغ عدد سكانها 517 نسمة في عام 2004 حسب إحصاء المكتب المركزي للإحصاء.